# Cantonul Belpech
Cantonul Belpech este un canton din arondismentul Carcassonne, departamentul Aude, regiunea Languedoc-Roussillon, Franța.

## Comune
- Belpech (reședință)
- Cahuzac
- Lafage
- Mayreville
- Molandier
- Pécharic-et-le-Py
- Pech-Luna
- Peyrefitte-sur-l'Hers
- Plaigne
- Saint-Amans
- Saint-Sernin
- Villautou